# Blancs-Coteaux
 (janvier 2018).
Si vous disposez d'ouvrages ou d'articles de référence ou si vous connaissez des sites web de qualité traitant du thème abordé ici, merci de compléter l'article en donnant les références utiles à sa vérifiabilité et en les liant à la section « Notes et références ».
Blancs-Coteaux est une commune française, située dans le département de la Marne en région Grand Est. Créée le 1er janvier 2018 avec le statut de commune nouvelle, elle est issue de la fusion des quatre communes : Vertus, Oger, Gionges et Voipreux.
Le territoire de la commune s'étend sur plus de 6 500 hectares, au sud de la Côte des Blancs, en plein cœur de l’appellation champagne. Avec plus de 3 300 habitants, la commune est la seconde commune la plus peuplée de la communauté d'agglomération Épernay, Coteaux et Plaine de Champagne, et fait partie des 20 communes les plus peuplées du département de la Marne.

## Géographie

### Localisation
La commune est située dans le département de la Marne et la région Grand Est.
Elle est située à environ 20 km au sud d'Épernay (sous-préfecture d'arrondissement), à 30 km à l'ouest de Châlons-en-Champagne (préfecture de département), à environ 50 km au sud de Reims, agglomération la plus importante du département de la Marne, à 350 km à l'ouest de Strasbourg (préfecture de région) et à 140 km à l'est de Paris.
| Grauves                      | Le Mesnil-sur-Oger ; Avize | Flavigny                       |
| Soulières ; Villers-aux-Bois | Blancs-Coteaux             | Villeneuve-Renneville-Chevigny |
| Etréchy                      | Bergères-lès-Vertus        | Trécon                         |

### Géologie et relief
Le territoire de la commune s'appuie sur les derniers contreforts de l'Île-de-France (côte d'Île-de-France).

### Hydrographie
La rivière Berle traverse les bourgs de Vertus et de Voipreux.

### Climat
Pour des articles plus généraux, voir Climat du Grand Est et Climat de la Marne.
En 2010, le climat de la commune est de type climat océanique dégradé des plaines du Centre et du Nord, selon une étude du Centre national de la recherche scientifique s'appuyant sur une série de données couvrant la période 1971-2000. En 2020, Météo-France publie une typologie des climats de la France métropolitaine dans laquelle la commune est exposée à un climat océanique altéré et est dans la région climatique Nord-est du bassin Parisien, caractérisée par un ensoleillement médiocre, une pluviométrie moyenne régulièrement répartie au cours de l’année et un hiver froid (3 °C).
Pour la période 1971-2000, la température annuelle moyenne est de 10,6 °C, avec une amplitude thermique annuelle de 16,1 °C. Le cumul annuel moyen de précipitations est de 700 mm, avec 11,7 jours de précipitations en janvier et 7,7 jours en juillet. Pour la période 1991-2020, la température moyenne annuelle observée sur la station météorologique de Météo-France la plus proche, « Chouilly », sur la commune de Chouilly à 13 km à vol d'oiseau, est de 11,4 °C et le cumul annuel moyen de précipitations est de 668,9 mm. 
La température maximale relevée sur cette station est de 40,3 °C, atteinte le 25 juillet 2019 ; la température minimale est de −12,3 °C, atteinte le 5 février 2012,,.
Les paramètres climatiques de la commune ont été estimés pour le milieu du siècle (2041-2070) selon différents scénarios d'émission de gaz à effet de serre à partir des nouvelles projections climatiques de référence DRIAS-2020. Ils sont consultables sur un site dédié publié par Météo-France en novembre 2022.

## Urbanisme

### Typologie
Au 1er janvier 2024, Blancs-Coteaux est catégorisée bourg rural, selon la nouvelle grille communale de densité à sept niveaux définie par l'Insee en 2022.
Elle appartient à l'unité urbaine de Blancs-Coteaux, une unité urbaine monocommunale constituant une ville isolée,. Par ailleurs la commune fait partie de l'aire d'attraction de Blancs-Coteaux, dont elle est la commune-centre,. Cette aire, qui regroupe 11 communes, est catégorisée dans les aires de moins de 50 000 habitants,.

### Voies de communication et transports

#### Voies routières
La commune est traversée par plusieurs axes routiers d'envergure départemental : les RD 9, RD 10, RD 36, RD 37 et RD 38, ainsi que les RD 238 et RD 436. Elle est également traversée au sud par l'axe routier RD 933 (anciennement route nationale 33). La commune est située à une trentaine de kilomètres de l'échangeur autoroutier de Saint-Gibrien (accès autoroute A26 et autoroute A4), et à une vingtaine de kilomètres de la route nationale 4.

#### Voies aériennes
La commune est située à 30 kilomètres de l'aéroport Châlons-Vatry, desserte aéroportuaire internationale destinée aux passagers et au fret.

#### Transport ferroviaire

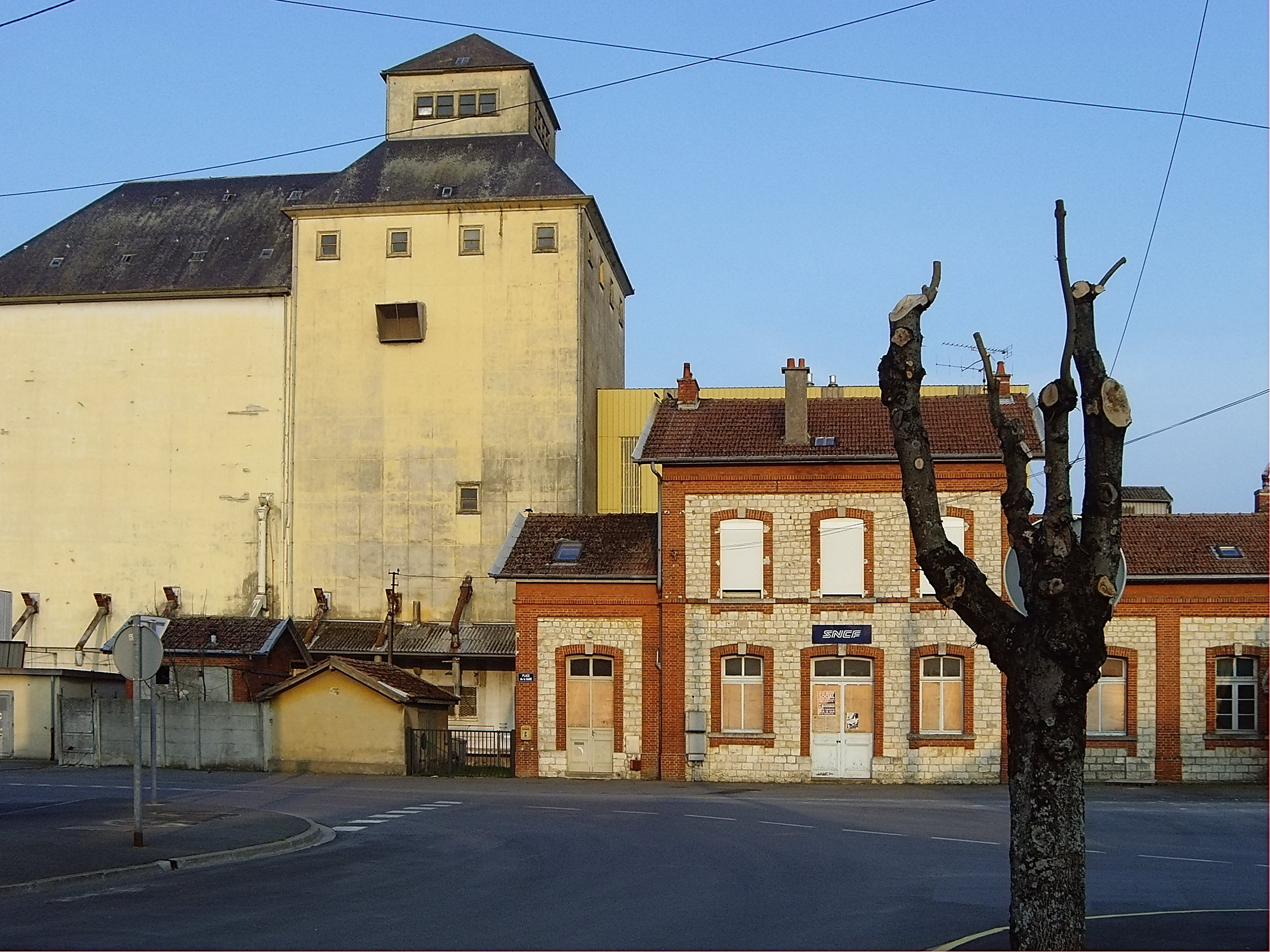
Ancienne gare SNCF de Vertus et silo agricole.

La commune est traversée par la ligne ferroviaire Esternay-Oiry, sur les territoires des bourgs de Vertus et d'Oger. Depuis le milieu du XXe siècle, la ligne sert uniquement au transport de fret. Les gares ferroviaires destinées aux passagers les plus proches sont celles de Châlons-en-Champagne (TGV et TER) et d’Épernay (TER).
La commune ne dispose plus de gare ferroviaire, et ce depuis le milieu du XXe siècle. Le bâtiment situé à Vertus servant à l'époque de halte pour les passagers de la ligne ferroviaire reliant Esternay à Oiry a d'ailleurs été désaffecté dans un premiers temps, puis détruit en 2014/2015. La commune est toujours traversée par la ligne ferroviaire Esternay-Oiry, et ce sur les territoires des bourgs de Vertus et d'Oger, mais celle-ci ne sert désormais qu'au transport de fret. Les gares ferroviaires destinées aux passagers les plus proches sont celles d’Épernay (TER) et Châlons-en-Champagne (TGV et TER). Enfin, la commune est située à environ 45 kilomètres de la gare Champagne-Ardenne TGV (LGV Est européenne, TGV et TER, TRAM).

#### Transports en commun
La commune est desservie par la ligne d'autocar no 160 du réseau Marne Mobilité, réseau des lignes régulières du département de la Marne (STDM - groupe RATP). Cette ligne de bus relie quotidiennement, dans les deux sens et plusieurs fois par jour, les communes de Fère-Champenoise et d’Épernay, en passant notamment par la commune de Blancs-Coteaux. Les bus s'arrêtent à trois reprises à Vertus (rue du 28-Aout-1944 : maison de santé ; boulevard Paul-Goerg : crédit agricole/pharmacie ; rue du Général-Leclerc : Paul Goerg), mais aussi à Voipreux (avenue de l'Europe) et à Oger (rue d'Avize : salon Bagnolet), soit un total de cinq arrêts sur le territoire de la commune. Cette desserte locale permet de relier quotidiennement et de façon directe la commune à celles de Fère-Champenoise, Val-des-Marais, Bergères-lès-Vertus, Villeneuve-Renneville-Chevigny, Le Mesnil-sur-Oger, Avize, Cramant, Cuis et Épernay. Elle permet notamment de se rendre directement à la gare routière et la gare d'Épernay.
À la suite de la fusion entre la communauté de communes de la Région de Vertus et la communauté de communes Épernay Pays de Champagne début 2017, un projet de transport à la demande, assurée par la communauté d'agglomération Épernay, Coteaux et Plaine de Champagne, a été proposé par de nombreux élus et habitants de l'ancienne communauté de communes de la Région de Vertus. Celui-ci, ayant pour objectif de desservir notamment la nouvelle commune des Blancs-Coteaux, est mis en place au 1er septembre 2018. La ligne A du réseau Mouvéo est alors prolongée et dessert désormais la commune de Blancs-Coteaux. Par conséquent, quatre nouveaux arrêts sont marqués sur le territoire de la commune : trois à Vertus (Maison de la Santé ; République ; Bammental) et un quatrième à Oger. Cette nouvelle desserte locale permet de relier directement la commune à celles de Epernay, Pierry, Cuis, Cramant, Avize et Le Mesnil-sur-Oger. La ligne A permet notamment de relier le centre-bourg de Vertus, le Centre Hospitalier Auban-Moët, le centre-ville d'Epernay, la zone commerciale et artisanale de Pierry ou encore la gare routière et la gare SNCF d'Epernay.

## Toponymie
Dans un premier temps, les conseillers municipaux des communes Vertus, Oger, Gionges et Voipreux décident d'appeler la nouvelle commune « Côte des Blancs ». Cependant, de nombreux élus et habitants des communes voisines dénoncent une appropriation de l'appellation Côte des Blancs, appellation qui regroupe un terroir d'une dizaine de communes, dont celles de Chouilly, Cuis, Cramant, Avize, Oger, Le Mesnil-sur-Oger, Vertus, Voipreux ou encore Bergères-lès-Vertus. Les élus de la nouvelle commune se voient alors dans l'obligation de faire machine arrière, afin notamment d'apaiser les débats. Quelques jours avant la fusion des territoires de Vertus, Oger, Gionges et Voipreux, et l'installation de la nouvelle commune, le nom « Blancs-Coteaux » est choisi par les conseillers municipaux des quatre communes, puis validé par le préfet de la Marne.

## Histoire
La commune est créée avec le statut de commune nouvelle par un arrête préfectoral du 21 décembre 2017 et installée au 1er janvier 2018. Elle est le résultat du rapprochement des quatre anciennes communes Vertus, Oger, Voipreux et Gionges, dans un souci de viabilité du territoire, de maintien du service public de proximité et de qualité au service des habitants, en regroupant notamment les moyens humains, matériels et financiers.
Le projet de création d'une commune nouvelle date de 2016. L'objectif est à l'époque de regrouper une douzaine de communes de l'ancienne communauté de communes de la Région de Vertus, et ainsi d'occuper une place importante et imposante au sein de la nouvelle communauté d'agglomération Épernay, Coteaux et Plaine de Champagne. Ce premier projet, centré notamment sur le modèle de la carte scolaire de Vertus, ne fait cependant pas l'unanimité. Un second projet voit alors le jour : celui-ci est davantage recentré sur le bourg de Vertus et quelques communes limitrophes. Fin 2016, intéressée par l'idée de la création d'une commune nouvelle, la commune de Villers-aux-Bois, située à l'ouest des Blancs-Coteaux, décide d'organiser un référendum public. Son résultat n'ira cependant pas en faveur d'un rapprochement avec d'autres communes (l'explication avancée en étant qu'une harmonisation fiscale aurait entrainé une augmentation de l'imposition des habitants du village de Villers-aux-Bois).

## Politique et administration
| Période         | Période  | Identité      | Étiquette | Qualité                                                                                        |
| --------------- | -------- | ------------- | --------- | ---------------------------------------------------------------------------------------------- |
| 10 janvier 2018 | En cours | Pascal Perrot | LR        | Viticulteur Maire de Vertus (1996 → 2017) Conseiller général du canton de Vertus (1996 → 2015) |

### Conseil municipal
Depuis le 1er janvier 2018, et jusqu'aux prochaines élections municipales de 2020, le conseil municipal de la nouvelle commune est constitué de tous les conseillers municipaux issus des conseils des quatre anciennes communes. Le maire de chacune d'entre-elles est par conséquent devenu le maire délégué. Le 10 janvier 2018, l'ensemble du conseil municipal de la commune a désigné Pascal Perrot, ancien maire de Vertus et ancien président de la communauté de communes de la région de Vertus, maire de Blancs-Coteaux.

### Rattachements administratifs et électoraux
La commune est rattachée à l'arrondissement d'Épernay ; c'est la seconde commune la plus importante de la communauté d'agglomération Épernay, Coteaux et Plaine de Champagne.
Sur le plan électoral, la commune est le bureau centralisateur du canton de Vertus-Plaine Champenoise.

### Communes déléguées
| Nom            | Code Insee | Intercommunalité          | Superficie (km2) | Population (dernière pop. légale) | Densité (hab./km2) |
| -------------- | ---------- | ------------------------- | ---------------- | --------------------------------- | ------------------ |
| Vertus (siège) | 51612      | CC de la Région de Vertus | 35,68            | 2 372 (2015)                      | 66                 |
| Gionges        | 51271      | CC de la Région de Vertus | 10,75            | 218 (2015)                        | 20                 |
| Oger           | 51411      | CC de la Région de Vertus | 15,06            | 561 (2015)                        | 37                 |
| Voipreux       | 51651      | CC de la Région de Vertus | 4,32             | 229 (2015)                        | 53                 |

## Équipements et services publics

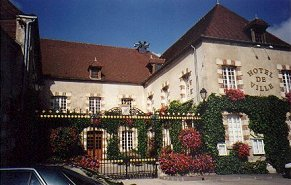
Hôtel de ville des Blancs-Coteaux.

Le siège de la commune est situé à Vertus, en lieu et place de l'ancien hôtel de ville du bourg. Ce dernier est donc devenu au 1er janvier 2018 l'hôtel de ville de la commune. Par souci de cohérence et de proximité avec les habitants, les trois anciennes mairies des communes de Gionges, Oger et Voipreux restent des sites ouverts au public, sous forme de permanences. Elles deviennent ainsi des mairies annexes de la nouvelle commune. L'essentiel des services municipaux et administratifs est centralisé à Vertus. Il est notamment possible d'effectuer une demande de carte nationale d'identité et de passeport à l'hôtel de ville de la commune.
La commune dispose d'une maison de services au public, régie par la communauté d'agglomération Épernay, Coteaux et Plaine de Champagne. Elle se situe à Vertus. Différents organismes et services y sont proposés : demande de certificat d'immatriculation, déclaration de vente ou de cession d'un véhicule, obtention d'un certificat de non-gage ou bien du casier judiciaire no 3 (services de la préfecture de la Marne). On y retrouve également un espace MSA (couverture santé, retraite, CMU, demande d'une carte européenne d'assurance maladie), un espace Carsat (retraite et santé au travail), un espace Pôle emploi, un espace CAF (prestations et allocations familiales), et un espace Assurance maladie (CPAM, carte vitale, etc.). Des permanences y sont également assurées par les services du conseil départemental : protection maternelle et infantile (PMI) et assistance sociale.
La commune dispose également d'une maison de la communauté, régie par la communauté d'agglomération Épernay, Coteaux et Plaine de Champagne. Elle se situe à Vertus. Il s'agit en réalité d'une antenne directe de l'hôtel de la communauté d'agglomération Épernay, Coteaux et Plaine de Champagne, situé à Épernay. On y retrouve donc plusieurs services de la communauté d'agglomération : eau potable et assainissement, ou bien encore affaires scolaires et péri-scolaires.
Parmi les services publics également présents sur le territoire de la commune, on retrouve notamment :
- la déchèterie située sur le territoire de Voipreux, et régie aujourd'hui par la communauté d'agglomération Épernay, Coteaux et Plaine de Champagne ;
- le siège de l'une des six circonscriptions des infrastructures et du patrimoine (CIP) de la Marne, situé à Vertus : gestion du réseau routier départemental (site administratif et centre routier départemental), régie par le conseil départemental de la Marne ;
- deux agences de La Poste, dont une centre de tri postal, située sur le territoire de Vertus.

La commune dispose également d'un centre d'incendie et de secours (sapeurs-pompiers volontaires) et d'une brigade territoriale de la gendarmerie nationale.

### Enseignement

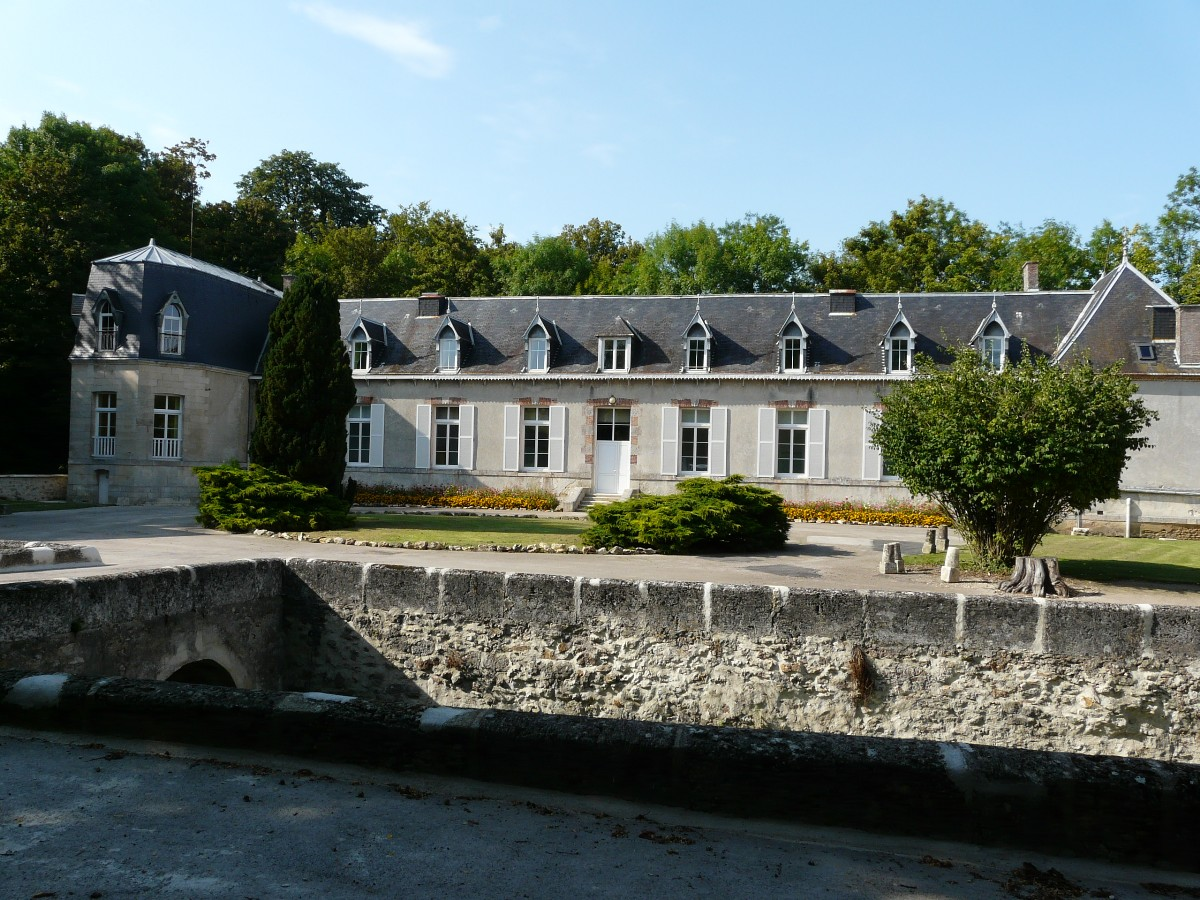
Château de la Crolière - Maison Familiale Rurale de Gionges.

La commune dispose de plusieurs établissements scolaires, et sites pédagogiques, d'apprentissage et d'enseignement, allant des classes de maternelle jusqu'à l'enseignement supérieur :
- l'école maternelle publique Les Sources, à Vertus ;
- le regroupement pédagogique des écoles primaires publiques de Vertus ;
- l'école maternelle et primaire catholique Saint-Joseph, à Vertus ;
- le collège public Eustache-Deschamps, à Vertus ;
- la maison familiale rurale de Vertus : établissement privé de formation (sanitaire et social, service à la personne), de la 4e au Bac Pro ;
- la maison familiale rurale de Gionges : établissement privé de formation (viticulture, agriculture), de la 4e au BTSA.

#### Périscolaire et petite-enfance
Les deux écoles publiques (maternelle et primaire) et l'école privée de Vertus disposent de plusieurs services périscolaires : cantine, études, garderie.
Un centre public de loisirs (multi-sport) se trouve également sur le territoire de la commune. Celui-ci accueille notamment les enfants le mercredi après-midi et pendant les vacances scolaires.
La commune dispose également de deux structures d'accueil pour les enfants en bas âge :
- la crèche halte-garderie publique Les Petits Loups, gérée par le centre communal d'action sociale (CCAS) ;
- la crèche La Ribambelle, structure privée rattachée à l'école catholique Saint-Joseph.

### Santé
De nombreux professionnels de la santé exercent dans la commune : médecins généralistes, dentistes, masseurs-kinésithérapeutes, infirmiers, sage-femme, ostéopathe, orthophonistes, podologues, diététicienne-nutritionniste. La plupart d'entre-eux accueillent les patients au sein de la maison de santé pluridisciplinaire de Vertus. Des permanences sont également assurées par les services du conseil départemental : protection maternelle et infantile (PMI) et assistance sociale.
La commune administre deux maisons de retraite : la résidence Paul-Gérard et la résidence de l'Hôtel-Dieu. Il s'agit en réalité d'une seule structure, l'établissement d'hébergement pour personnes âgées dépendantes (EHPAD) de Vertus, répartie actuellement sur deux sites. En 2018, un projet est en cours de construction afin de rassembler les deux résidences sur un seul site (ouverture définitive prévue en 2020).
Deux pharmacies sont situées dans la commune, à Vertus et à Oger.
Quatre permanences Don de sang sont organisées chaque année, à Vertus, par l'Établissement français du sang.

## Population et société

### Démographie
L'évolution du nombre d'habitants est connue à travers les recensements de la population effectués dans la commune depuis sa création.

En 2022, la commune comptait 3 120 habitants, en évolution de −6,31 % par rapport à 2016 (Marne : −1,19 %, France hors Mayotte : +2,11 %).
| 2015  | 2016  | 2021  | 2022  |
| ----- | ----- | ----- | ----- |
| 3 380 | 3 330 | 3 182 | 3 120 |

### Sports et loisirs
L'ancienne commune de Vertus a reçu le label 2018-2022 « Commune sportive champenoise », décerné par le comité régional olympique et sportif de Champagne-Ardenne. Le siège du Service des Sports de la commune de Blancs-Coteaux se situe par conséquent à Vertus, à proximité immédiate de l'hôtel de ville.

#### Équipements sportifs
- Piscine Neptune, centre aquatique sportif
- Stade Paul-Davesne, stade de football synthétique. Ce stade accueille les matchs et les entraînements des équipes du club de football local, le Football Club de la Côte des Blancs (FCCB) ;
- Second stade de football, naturel cette fois-ci.
- Club canin vertusien de la Côte des Blancs (CCVCB)
- Stand de tir à l'arc Michel-Adnet,
- Courts de tennis du Tennis-Club de Vertus
- Deux salles polyvalentes
- Un gymnase,
- Stade Bernard-Gouet, stade de football naturel,
- Aire "City-Stade", aire de jeux multisports de plein-air.
- centre équestre.
- Parcours de santé au lieu-dit les Falloises : 2,5 km
- Golff

Parmi les sites naturels, la commune dispose d'un site naturel d'escalade, la Pierre aux Corbeaux, et de plusieurs étangs destinés à la pratique de la pêche. Des pistes de VTT sont également balisées, à travers vignes et forêts.

## Économie
La situation économique de la commune est, début 2018, celle des quatre communes fusionnées.
Le territoire de la commune est situé sur la route touristique du Champagne, recouvrant un vignoble qui s'étend au sud de la Côte des Blancs, en plein cœur de l’appellation Champagne.. De nombreuses maisons de champagne, coopératives viticoles, vignerons indépendants et producteurs locaux y sont installés. Son terroir est considéré comme le berceau de nombreuses maisons de champagne familiales et indépendantes. La Maison Duval-Leroy, l'une des dernières grandes maisons de champagne familiales et indépendantes, réputée dans le monde entier, y est présente depuis 1859.

## Culture locale et patrimoine

### Lieux et monuments

#### Le circuit historique de Vertus
Vertus dispose d'un circuit historique explicatif et balisé, décomposé en 17 étapes. Celui-ci permet notamment de découvrir l'ancienne cité médiévale et ses principaux monuments.

#### L'église et le Puits Saint-Martin de Vertus
L'église Saint-Martin, d'abord église d'une abbaye de chanoines réguliers, a des parties remontant au XIe siècle. Elle a la particularité d'avoir été construite sur une source qui jaillissait dans l'une de ses trois cryptes. Elle a dû succéder à un lieu de culte païen Virotus pour les celtes qui fut romanisé par un culte d'Apollon. Elle a un chevet plat donnant sur la mare qui jouxte l'église. Ce chevet, dans son aspect actuel, date de 1852, où les baies romanes ont été installées pour unifier le style de l'église. L'église a beaucoup souffert de la Grande Guerre et sa nef est longtemps restée inutilisable.
L'église Saint-Martin possède également du mobilier classé aux Monuments Historiques : deux cloches datant de 1596, un statuaire comprenant une Catherine (attribution incertaine) et un Jean-le-Baptiste, une Piéta devant le monument aux morts de l'édifice religieux, deux statues du Christ (XVe et XVIe), une statue de la Vierge à l'Enfant, et un pupitre en fer forgé aux armes de la commune.

#### Patrimoine environnemental
La commune dispose d'un domaine forestier important (forêts et bois communaux de Vertus et d'Oger), et de zones naturelles d'intérêt écologique, faunistique et floristique : corniches boisées ; bois et pelouses de Cormont (Vertus), bois, marais et pelouses de la Halle aux Vaches (Oger). Sur le territoire communal, on retrouve également une Zone Natura 2000, les carrières souterraines de Vertus et ses nombreuses chauve-souris, ainsi qu'une majeure partie de la réserve naturelle nationale des pâtis d'Oger et du Mesnil-sur-Oger.

### Personnalités liées à la commune
- Eustache Deschamps est né à Vertus en 1340. De son vrai nom Eustache Morel, il fut un célèbre poète français du Moyen Âge.
- Claude Deschamps est né à Vertus en 1765. Il fut ingénieur des Ponts et Chaussées du XIXe siècle.
- Albert Deganne est né à Vertus le 20 octobre 1817. Il fut ingénieur des Ponts et Chaussées, propriétaire foncier et grand collectionneur de tableaux. Il fut également maire d'Arcachon et chevalier de la Légion d'Honneur.
- Pierre Gustave Staal est né à Vertus le 2 septembre 1817. C'était un célèbre dessinateur et graveur français, qui produisit également quelques peintures. Son travail est notamment renommé pour ses illustrations de certains grands romans de son siècle.